# Patrick Troughton

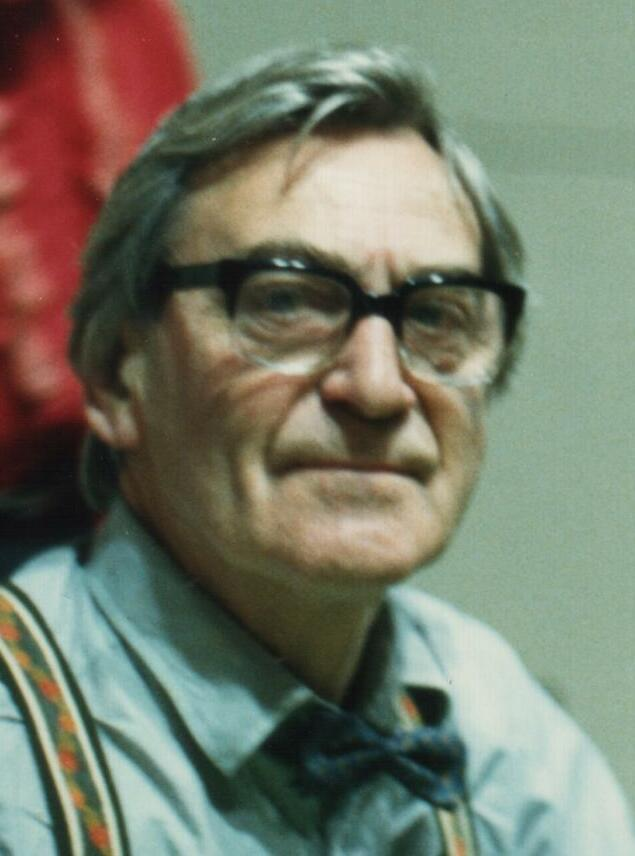
Patrick Troughton (1984)

Patrick George Troughton (* 25. März 1920 in Mill Hill, London, Vereinigtes Königreich; † 28. März 1987 in Columbus, Georgia, Vereinigte Staaten) war ein britischer Schauspieler. Einem weiten Publikum war er vor allem als zweite Inkarnation der Titelfigur der britischen Science-Fiction-Kult-Serie Doctor Who bekannt, die er ursprünglich von 1966 bis 1969 verkörperte. Er ist der Großvater von Harry Melling, der Dudley Dursley in den Harry-Potter-Filmen spielte.

## Frühe Jahre
Troughton wurde am 25. März 1920 in Mill Hill in London geboren. Er ist der Sohn von Alec George Troughton und seiner Frau Dorothy Evelyn Offord, er hat einen älteren Bruder, Alec Robert (1915–1994), und eine jüngere Schwester namens Mary Edith (1923–2005). Er besuchte die Mill Hill School in London und lebte auch den größten Teil seines Lebens in Mill Hill. Später besuchte er die Embassy School of Acting. Nach seiner Zeit an der Schule gewann er ein Stipendium, für das er nach New York reiste und dort eine Zeitlang lebte. Als der Zweite Weltkrieg ausbrach, kehrte er auf einem belgischen Schiff nach Großbritannien zurück. Das Schiff sank vor der britischen Küste, doch Troughton konnte auf einem Rettungsboot entkommen.

## Karriere

### Vor Doctor Who
Nach dem Krieg kehrte Troughton zum Theater zurück. 1947 gab er sein Fernsehdebüt und 1948 sein Filmdebüt mit einer Nebenrolle im Film Hamlet. Es folgten kleine Rollen in der TCF Produktion Escape und als Pirat in Die Schatzinsel. 1953 durfte er als erster Schauspieler den englischen Nationalhelden Robin Hood in der gleichnamigen Fernsehserie spielen, die in sechs halbstündigen Folgen vom 17. März bis zum 21. April auf BBC lief.

### Doctor Who
1966 entschied sich der Doctor-Who-Produzent Innes Lloyd, die erste Inkarnation des Doktors, die von William Hartnell gespielt wurde, zu ersetzen. Lloyd gab später bekannt, dass Hartnell gesagt habe, dass es nur einen Mann in ganz England gäbe, der die Rolle übernehmen könne und dies wäre Patrick Troughton (die beiden spielten zuvor zusammen in dem Film Escape). Hartnell stieg in der letzten Episode des Vierteilers The Tenth Planet aus und ab dieser Episode (4.08) spielte Troughton den Doktor. Viele der frühen Episoden von Doctor Who, in denen Troughton den Doktor spielt, sind verschollen. Troughton spielte drei Staffeln (118 Episoden) lang den Doktor. Er stand also drei Jahre (1966–1969) als der zweite Doktor vor der Kamera. Die letzte Folge der sechsten Staffel ist die letzte Episode, in der Troughton den Doktor spielt. Die Rolle wurde von Jon Pertwee übernommen. Er spielte den Doktor aber nochmal 1972/1973 zum zehnjährigen Jubiläum der Sendung im Vierteiler The Three Doctors, dessen erste Folge am 30. Dezember 1972 lief und in dem Film zum zwanzigjährigen Jubiläum Die fünf Doktoren (engl. Originaltitel The Five Doctors), der seine Premiere am 23. November in den USA und am 25. November 1983 in Großbritannien hatte. 1985 spielte Troughton zum letzten Mal den Doktor in der Episode The Two Doctors.

### Nach Doctor Who
Nachdem er Doctor Who 1969 verlassen hatte, spielte er in verschiedenen Filmen wie Dracula – Nächte des Entsetzens (1970), Das Omen (1976) und Sindbad und das Auge des Tigers (1977).
Troughtons Gesundheit war nie richtig robust und später in seinem Leben musste er akzeptieren, dass er ein schweres Herzleiden durch Überlastung und Stress bekommen hatte. Er überlebte zwei Herzinfarkte, einer 1978 und einer 1984, die ihn für mehrere Monate an der Arbeit hinderten.

## Tod
Am 27. März 1987 war Troughton zu Gast bei der „Magnum Opus Con II“, einer Science-Fiction-Convention in Columbus, Georgia, USA.
Am darauffolgenden Tag, dem 28. März um 7:25 morgens, erlitt Troughton seinen dritten und letzten Herzinfarkt, kurz nachdem er Frühstück beim Hotelpersonal bestellt hatte. Sein Leichnam wurde in Columbus verbrannt und die Asche in Bushy Park, Teddington verstreut.

## Filmografie (Auswahl)
- 1948: Escape
- 1950: Die Schatzinsel (Treasure Island)
- 1954: Unter schwarzem Visier (The Black Knight)
- 1955 Richard III.
- 1956: 1984
- 1958: Der Rächer im lila Mantel (The Moonraker)
- 1958: Ivanhoe (Fernsehserie, 1 Folge)
- 1960: Geheimauftrag für John Drake (Danger Man) (Fernsehserie, 2 Folgen)
- 1962: Das Rätsel der unheimlichen Maske (The Phantom of the Opera)
- 1962:  Sir Francis Drake (Fernsehserie, 1 Folge)
- 1963: Jason und die Argonauten (Jason and the Argonauts)
- 1963–1966: Simon Templar (The Saint) (Fernsehserie, 1 Folge)
- 1964: Das Grauen auf Black Torment (The Black Torment)
- 1964: Die brennenden Augen von Schloss Bartimore (The Gorgon)
- 1966–1985: Doctor Who (Fernsehserie, 127 Folgen)
- 1967: Königin der Wikinger (The Viking Queen)
- 1970: Paul Temple (Fernsehserie, 1 Folge)
- 1970: Dracula – Nächte des Entsetzens (Scars of Dracula)
- 1971: Die 2 (The Persuaders), Folge 09: „Die Vergangenheit des Grafen“
- 1971: Task Force Police (Softly Softly Task Force) (Fernsehserie, 1 Folge)
- 1972: Jason King (Fernsehserie, 1 Folge)
- 1972: Kein Pardon für Schutzengel (The Protectors) (Fernsehserie, 1 Folge)
- 1974: Coronation Street (Fernsehserie, 4 Folgen)
- 1974: Frankensteins Höllenmonster (Frankenstein and the Monster from Hell)
- 1975: Die Füchse (The Sweeney) (Fernsehserie, 1 Folge)
- 1976: Das Omen (The Omen)
- 1977: Van de Valk (Fernsehserie, 1 Folge)
- 1977: Mondbasis Alpha 1 (Space: 1999) (Fernsehserie, 1 Folge)
- 1977: Sindbad und das Auge des Tigers (Sinbad and the Eye of the Tiger)
- 1978: Ein Loch in der Zeit (A Hitch in Time)
- 1979: Die Onedin-Linie (The Onedin Line) (Fernsehserie, 1 Folge)
- 1979: Fünf Freunde (The Famous Five) (Fernsehserie, 1 Folge)
- 1980: Der Doktor und das liebe Vieh (All Creatures Great and Small) (Fernsehserie, 1 Folge)
- 1984: Der Aufpasser (Minder) (Fernsehserie, 1 Folge)
- 1987: Inspektor Morse, Mordkommission Oxford (Inspector Morse) (Fernsehserie, 1 Folge)